# Parafia św. Justyny w Paleśnicy
Parafia św. Justyny w Paleśnicy – parafia rzymskokatolicka, znajdująca się w diecezji tarnowskiej, w dekanacie Zakliczyn. 
W skład parafii Paleśnica wchodzą miejscowości: Paleśnica, Olszowa, Borowa, Jamna i Bujne.